# Ildefons Ancypa
Ildefons Ancypa (ur. 1815 w Miłowaniu w pow. słonimskim, zm. 18 czerwca 1863 w Mohylewie) – uczestnik powstania listopadowego i wielkopolskiego, naczelnik powstania styczniowego w powiecie bychowskim, polski działacz narodowy i emigracyjny, członek Towarzystwa Demokratycznego Polskiego w Paryżu.

## Życiorys
Ildefons Ancypa urodził się w 1815 roku rodzinie ziemiańskiej w Miłowaniu w powiecie słonimskim. Ukończył szkołę w Słonimie i mając szesnaście lat brał udział w powstaniu listopadowym, służył pod dowództwem generała Dembińskiego. Po upadku powstania listopadowego wyemigrował do Francji. Działał w polskich organizacjach patriotycznych i w Towarzystwie Demokratycznym Polskim w Paryżu. Był autorem niektórych okólników wydawanych przez Towarzystwo Demokratyczne Polskie.
W 1848 roku walczył w powstaniu wielkopolskim pod dowództwem generała Mierosławskiego. Wrócił do Paryża i ponownie włączył się w ruch patriotyczny.
W 1861 po ogłoszeniu przez cara amnestii, która pozwalała na powrót do domów zesłańcom i emigrantom, wrócił do kraju i zamieszkał przy rodzinie w guberni mohylewskiej, działał tam w polskich organizacjach konspiracyjnych. Podczas powstania styczniowego został naczelnikiem wojskowym powiatu Bychowskiego w guberni Mohylewskiej. Oddział Ancypy walczył w okolicach folwarku Sielec-Bołonow w gminie Głuche na trakcie mohylewsko – bobrujskim. Sytuacja oddziału była bardzo trudna, okoliczni chłopi wspomagali wojsko rosyjskie i organizowali obławy na powstańców. Ildefons Ancypa został schwytany i uwięziony. Wyrokiem rosyjskiego sądu wojskowego został skazany wraz z podporucznikiem Korsakiem, chorążym Janem Mancewiczem i chorążym Michałem Mancewiczem na śmierć. Wyrok wykonano 18 czerwca 1863 roku o godz. 10.00 rano w Mohylewie.